# Бодянський Ілля Гаврилович
Ілля Гаврилович Бодянський (нар. 1782 — пом. 14 червня 1848) — прилуцький протоієрей.
Згадки про Бодянського в повісті Тараса Шевченка «Музыкант» свідчать про те, що поет познайомився з ним у Прилуках, куди прибув за дорученням Археографічної комісії. Бодянський супроводжував Шевченка до Густинського монастиря і розповів йому, що цей монастир спорудив 1664 гетьман Іван Самойлович (ці відомості поет використав у повісті «Музыкант»). У повісті Бодянського згадано як покійного. З цього видно, що звістки про нього доходили до Шевченка й на заслання.